# Erkka Petäjä
Erkka Petäjä (Turku, 13 februari 1964) is een voormalig profvoetballer uit Finland, die speelde als verdediger gedurende zijn carrière. Hij beëindigde zijn actieve loopbaan in 1997 bij de Finse club FC Inter Turku, en speelde onder meer clubvoetbal in Zwitserland en Zweden. Zijn bijnaam luidde Paroni.

## Interlandcarrière
Petäjä kwam in totaal 84 keer (nul doelpunten) uit voor de nationale ploeg van Finland in de periode 1983–1994. Onder leiding van bondscoach Martti Kuusela maakte hij zijn debuut op 7 september 1983 in de vriendschappelijke thuiswedstrijd tegen Zweden in Helsinki. Hij viel in dat duel na 45 minuten in voor Pasi Rautiainen. Het duel eindigde in een 3-0-overwinning voor de Zweden door doelpunten van Ulf Eriksson (2) en Thomas Sunesson.